# 人民路街道 (石嘴山市)
人民路街道，是中华人民共和国宁夏回族自治区石嘴山市大武口区下辖的一个乡镇级行政单位。

## 行政区划
人民路街道下辖以下地区：
建设社区、工人街社区、文明社区、红星社区、游艺东街社区和东方社区。